# Хорнунг, Ханс Георг
Ханс Георг Хорнунг (англ. Hans Georg Hornung, род. 1934) — американский учёный, специалист в области аэронавтики.

## Биография
Родился в немецкой семье тамплиеров. Из-за арабо-израильской войны семья была вынуждена в 1948 году эмигрировать в Мельбурн в Австралию.
До 1956 года был сельскохозяйственным рабочим. Учился заочно и вечерним образом в Королевском техническом колледже Мельбурна, а затем в Мельбурнском университете, где в 1962 году получил степень магистра в области машиностроения.
С 1962 по 1967 год работал в лаборатории аэронавигационных исследований в Мельбурне, а затем поступил в отделение аэронавтики Имперского колледжа в Лондоне, где защитил диссертацию.
С 1967 по 1980 год преподаватель-исследователь на кафедре физики Австралийского национального университета в Канберре. Провёл год в Техническом университете Дармштадта с грантом от Фонда Александра фон Гумбольдта.
В 1980 году перешёл в Германский центр авиации и космонавтики (DLR) в Геттингене, которым руководил до 1987 года.
В 1987 году возглавил Высшую авиационную лабораторию Калифорнийского технологического института (GALCIT), которой руководил до 2003 года.
С 1987 года занимал кафедру Кларенса Леонарда «Келли» Джонсона в Caltech, почётный руководитель с 2005 года

## Награды
- 1988 Премия имени Кармана
- 1991 иностранный член Шведской королевской академии инженерных наук
- 1991 научный член правления DLR
- 1997 Иностранный ассоциированный член Национальной инженерной академии США
- 1999 Кольцо Людвига Прандтля
- 2011 Премия AIAA Fluid Dynamics
- Член AIAA, Королевское авиационное общество, AAAS, Австралийское общество гидромеханики
- 2012 Почётный доктор, ETH Цюрих
- 2015 Премия AIAA за гиперзвуковые системы и технологии